# Ali Sofuoğlu
Ali Sofuoğlu (3 de junho de 1995) é um carateca turco, medalhista olímpico.

## Carreira
Membro da Kağıthane Belediyesi S.K., Sofuoğlu conquistou a medalha de bronze nos Jogos Olímpicos de Verão de 2020 em Tóquio, após confronto na disputa contra o sul-coreano Park Hee-jun na modalidade kata masculina.
Em 2021, alcançou a terceira posição tanto no kata individual quanto no kata por equipes do Campeonato Mundial nos Emirados Árabes Unidos. Em 2023, obteve duas medalhas no Mundial em Budapeste, sendo uma de ouro no kata individual e uma de prata no kata por equipes.